# 迪奥飞虱属
迪奥飞虱属（学名：Diodelphax）为稻虱科的一个属。

## 下属物种
本属包括以下物种：
- 斜迪奥飞虱 Diodelphax obstipus Yang, 1989